# Дерлей
Вандерле́й Ферна́ндес Си́лва (порт. Vanderlei Fernandes Silva; род. 14 июля 1975 года, Сан-Бернарду-ду-Кампу, штат Сан-Паулу, Бразилия), более известный как Дерле́й — бразильский футболист, нападающий.

## Карьера
До перехода в португальский клуб «Униан Лейрия» играл в бразильских клубах низших лиг («Америка Натал», «Гуарани» (Кампинас), «Мадурейра»). Новый тренер «Униан Лейрия» Жозе Моуринью рассказал своим игрокам о том, что планирует перейти в команду уровнем выше и попросил выкладывать все силы на поле, а как только перейдет в новую команду - захватит с собой самых лучших игроков из «Униан Лейрия». Команда выдала серию из 8 матчей без поражений, 6 побед и 2 ничьи. Жозе Моуринью возглавил «Порту» и вскоре сдержал свое слово и забрал лидеров «Униан Лейрия», а одним из них являлся Дерлей.
В 2002 году перешёл в «Порту» и стал важной частью команды, выигравшей под руководством Жозе Моуринью Лигу чемпионов и Кубок УЕФА. В финальном матче за Кубок УЕФА в 2003 году забил 2 гола. В 2005 году получил португальское гражданство. В январе 2005 года перешёл в московское «Динамо» за семь миллионов евро. В своём первом сезоне в «Динамо» с 13 голами занял второе место в списке лучших бомбардиров российской Премьер-лиги после Дмитрия Кириченко из «Москвы». В феврале 2007 года на правах аренды перешёл в лиссабонскую «Бенфику», за что болельщики «Порту» назвали его предателем. В июне 2007 года подписал двухлетний контракт с лиссабонским «Спортингом». По окончании сезона 2008/09 покинул «Спортинг» и собирался завершить карьеру, однако не сделал этого и 27 августа 2009 года подписал контракт с «Виторией» на один год; в конце октября покинул клуб.
С конца февраля 2010 года выступал за «Мадурейру».

## Достижения
«Порту»
- Победитель Лиги чемпионов: 2003/04
- Обладатель Кубка УЕФА: 2002/03
- Обладатель Межконтинентального кубка: 2004
- Чемпион Португалии: 2002/03, 2003/04

«Спортинг»
- Обладатель Кубка Португалии: 2007/08
- Обладатель Суперкубка Португалии: 2007, 2008

личные
- В списке 33 лучших футболистов России: 2005 под № 3 (левый нападающий).

## Интересные факты
- В бытность игроком московского «Динамо» Дерлей однажды во время матча бросил бутылку с водой в голову главному тренеру Юрию Сёмину после того, как был заменён[5].